# Cacique Tundama
Saymoso, llamado por los españoles Tundama (1502-†1539) fue un cacique y señor de los territorios de Duitama, que se ubicaba en las estribaciones de la cordillera Oriental de lo que hoy es Colombia y cerca de las riberas del río Chicamocha, y tenía como tributarios a los caciques de Cerinza, Chitagoto, Icabuco, Lupacoche, Sátiva, Soatá y Susacón.

## Su encuentro con los españoles
Tundama gobernaba al momento de la llegada de los españoles y, a diferencia de los demás caciques muiscas decidió oponerse ferozmente a estos, reuniendo a un ejército de 10.000 hombres. En agosto de 1537 los españoles lograron tomar Hunza y se prepararon para ir a Sogamoso. Cuando Tundama se enteró, envió al encuentro de Gonzalo Jiménez de Quesada un emisario con regalos y la falsa promesa que el cacique en persona iría con ocho cargas de oro, con tal de demorar su avance, ocultar los tesoros y preparar la defensa del territorio.
Tras esto atacó a Gonzalo Jiménez de Quesada, quien estuvo a punto de morir en Bonza cuando regresaba de Sogamoso. 
Mientras los dominios muiscas se sometían, Tundama continuó desafiante al avasallante poderío español. En mayo de 1539, concluida la primera etapa de la conquista, Jiménez de Quesada encomendó los pueblos en indígenas en los conquistadores, asignándosele la encomienda de Cerinza y Duitama al capitán Baltasar Maldonado. Los nativos de Duitama se rebelaron, y el 15 de diciembre de 1539, Saymoso, se enfrentó en una batalla en el Pantano de Vargas al capitán Maldonado, que contaba además de sus hombres con unos 2.000 yanaconas aliados (estrategia española de alianzas con otros pueblos originarios, usada en todo el continente Americano). Con sus 10.000 soldados se atrincheró dentro de sus territorios, que si bien anuló la ventaja de la caballería española, no pudo evitar la derrota del cacique quien perdió además de la batalla unos 4.000 soldados.
Tras esto el cacique se dirigió a Cerinza y reorganizó sus huestes y atacó de nuevo a Maldonado, pero perdió de nuevo la batalla; se le ofreció un tratado de paz pero lo rechazó, recordándoles a sus contendientes que habían dado muerte a los psihipquas y al hoa. Resistió cerca de 15 días y causó enormes bajas a los españoles y sus aliados (nativos americanos), hasta que una carga de caballería destruyó finalmente una de sus fortalezas abriendo una brecha, los españoles tomaron Duitama y por último capturaron a Tundama, donde se rindió e hizo la paz. Saymoso fue muerto por el mismo capitán Maldonado tiempo después, en un ataque de cólera por considerar que un tributo traído por el cacique no era suficiente. De esta manera terminó la resistencia de Tundama en el año 1539.

## Homenajes
El Ejército Nacional tiene el Batallón de A.S.P.C No. 1 Cacique Tundama en Tunja (Boyacá), perteneciente a la Segunda División del Ejército Nacional.

## En la ficción
En 2020, se produjo una película animada a cargo de Dagamedia Audiovosuales y dirigida por los hermanos Diego y Edison Yaya 